# 1705 en science
| Années de la science : 1702 - 1703 - 1704 - 1705 - 1706 - 1707 - 1708    |
| Décennies de la science : 1670 - 1680 - 1690 - 1700 - 1710 - 1720 - 1730 |

Cet article présente les faits marquants de l'année 1705 en science.

## Événements

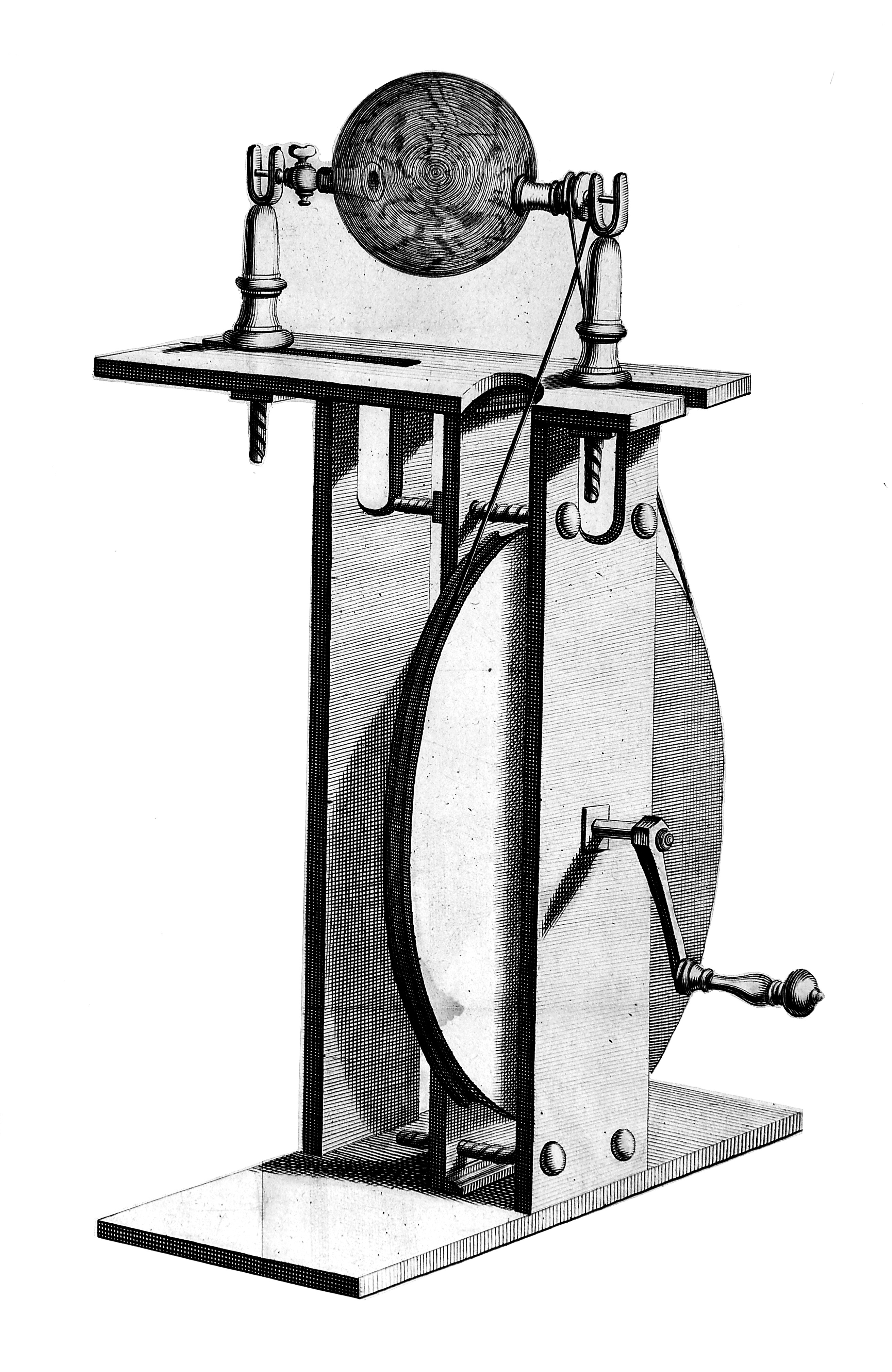
Le générateur électrostatique de Francis Hauksbee.

- 16 avril : Isaac Newton est anobli par la reine Anne d'Angleterre[1].

- Francis Hauksbee l'Ancien, expérimentateur et constructeur d'instruments à la Royal Society de Londres,  produit de l'électroluminescence en mettant une petite quantité de mercure sous vide dans le globe de verre du générateur électrostatique de Von Guericke[2].

- Thomas Newcomen, John Cawley et Thomas Savery obtiennent une patente royale pour mettre au point la première grande machine à vapeur exploitable par l'industrie, utilisable pour pomper l'eau hors des puits de mines[3].

- Giovanni Maria Lancisi est chargé d’enquêter par le pape Clément XI sur les morts subites qui se multiplient à Rome entre 1705 et 1706[4] ; il publie en 1707 un ouvrage sur les morts subites[5].
- Le mathématicien français Pierre Varignon invente le manomètre[6].

## Publications
- Edmond Halley : Synopsis Astronomia Cometicae. Il établit que les comètes vues en 1456, 1531, 1607, et 1682 étaient la même comète et prévoit correctement qu'elle reviendra en 1758[7].
- Anna Maria Sibylla Merian : Metamorphosis insectorum Surinamensium, Amsterdam, 1705.
- Jean Louis Petit : L'Art de guerir les maladies des os.
- Raymond Vieussens : Novum vasorum corporis humani systema, un des premiers classiques de la cardiologie.

## Naissances

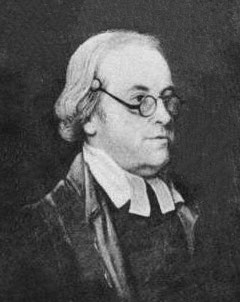
David Hartley

- 8 février : Thomas Boulsover (en) (mort en 1788), inventeur anglais.
- 10 mars : Peter Artedi (mort en 1735), naturaliste suédois.
- 11 avril : William Cookworthy (en) (mort en 1780), chimiste anglais.
- 21 juin : David Hartley (mort en 1757), philosophe et psychologue anglais.
- 13 août : Claude Richard (mort en 1784), botaniste français.
- 12 août : Charles Paul Dangeau de Labelye (mort en 1761), ingénieur suisse.
- 9 décembre : Faustina Pignatelli (morte en 1769), mathématicienne et physicienne italienne.

## Décès
- 5 janvier : Georg Christoph Eimmart (né en 1638), dessinateur, graveur, mathématicien et astronome allemand.
- 17 janvier : John Ray (né en 1627), naturaliste anglais.
- 27 février : Antonio Hugo de Omerique (né en 1634), mathématicien espagnol.
- 16 août : Jacques Bernoulli (né en 1654), mathématicien suisse.
- 11 octobre : Guillaume Amontons (né en 1663), inventeur d’instruments scientifiques et physicien français.